# Wondering (singel)
Wondering – tytuł utworu, który znalazł się na debiutanckim albumie Waterloo to Anywhere zespołu Dirty Pretty Things, a także trzeciego i ostatniego po Deadwood singla promującego ów album. W notowaniu UK Singles Chart najwyższą osiągniętą przez niego pozycją było 34. miejsce.

## Wersje
Singel Wondering wydany został w trzech wersjach:
1. na płycie gramofonowej w dwóch różnych edycjach -
  - na jednej oprócz utworu tytułowego znalazł się utwór Chinese Dogs w wersji demo,
  - na drugiej prócz utworu tytułowego umieszczono piosenkę Last Of The Small Town Playboys w wersji koncertowej;
2. na CD, która zawierała piosenkę tytułową, utwory No Signal. No Battery (demo), The Gentry Cove (wersja koncertowa) oraz wideoklip Wondering.